# Valeurs (sociologie)
Pour les articles homonymes, voir Valeur.

Les valeurs culturelles dans le monde d'après Ronald Inglehart et Christian Welzel (2004). L'axe horizontal distingue les valeurs de survie (gauche) des valeurs d'épanouissement personnel (droite), tandis que l'axe vertical met en évidence les valeurs traditionnelles (bas) et les valeurs laïques et rationnelles (haut).

Les valeurs sont, en sociologie, des attributs que tous les membres d'un groupe social ou culturel perçoivent comme rendant estimables, voire  désirables, les êtres ou les comportements auxquels ils les attribuent. 
Elles peuvent orienter les actions des individus dans une société[pas clair] en fixant des buts et des idéaux[pas clair]. 
Leur ensemble cohérent constitue une morale qui permet à chaque individu de juger ses propres actes, et de construire ainsi son éthique personnelle.

## Diverses approches
D'autres disciplines que la sociologie (axiologie, économie, philosophie, psychologie, etc.) s'intéressent aux notions de « valeur » ou de « valeurs ».

## Description
Les valeurs correspondent ce à quoi les gens attribuent de la valeur, de l'importance : comme le partage, l'équité, la justice, l'honneur. Elles sont à la fois subjectives, c'est-à-dire ressenties par des individus, et relativement « objectives », car partagées socialement. Elles varient selon les cultures, les générations et les sexes. Elles peuvent être renforcées par des normes sociales. Elles peuvent être explicites, proclamées dans un langage, ou implicites, motivant des pratiques. Les types de valeurs sociologiques incluent les valeurs morales et éthiques, les valeurs idéologiques (politique) et spirituelles (religion), les croyances, les valeurs écologiques ou encore esthétiques, ouvertes, individuelles et collectives. 

### En sociologie
Le sociologue Luc Boltanski et l'économiste Laurent Thévenot considèrent qu'il n'existe pas de valeur universelle mais au contraire des systèmes de valeurs relativement disjoints qu'ils appellent des « cités » et qui constituent des ensembles cohérents de référentiels, normes, figures emblématiques, etc. Ils estiment que chaque individu n'est pas enfermé dans un système de valeurs, mais qu'il peut mettre en place plusieurs d'entre elles en fonction des situations.
Tous ces systèmes de valeurs n'ont pas la même importance pour chacun, ce qui peut expliquer que certains désaccords reposent sur des divergences entre des différents points de vue au niveau des valeurs. Dans la ligne de Max Weber et de son expression « polythéisme des valeurs », Jean-Louis Schlegel montre comment l'importance donnée aux valeurs dans les sociétés démocratiques peut être cause de divisions et même de violence.
Cette approche des « économies de la grandeur » est utilisée par les auteurs pour mieux comprendre les différends (au niveau des valeurs) et leurs modes de résolution.
L'ordre d'importance de ces valeurs varie dans l'espace et dans le temps[réf. nécessaire].

## En philosophie
La valeur morale s'étudie aussi en axiologie.

### Les dix valeurs de Shalom Schwartz
Le psychologue Shalom Schwartz a réalisé des études dans le monde entier pour définir une théorie sur l'existence de 10 valeurs universelles, communes à toute l'humanité. Ce sont, dans un ordre d'importance qu'il a lui-même établi :
1. Amitié[3] ou bienveillance
2. Universalisme
3. Autonomie
4. Sécurité
5. Conformité
6. Hédonisme
7. Réussite
8. Tradition
9. Stimulation
10. Pouvoir

## Marketing
En marketing, dans l'étude du comportement du consommateur, les valeurs d'un consommateur représentent son système de représentations.

## Atteintes aux valeurs
Les valeurs sociologiques peuvent être atteintes[C'est-à-dire ?] par exemple à l'occasion de paniques morales.